# Flugplatz Gobabis

i7
i11
i13
Der Flugplatz Gobabis (englisch Gobabis Aerodrome, IATA-Code: GOG, ICAO-Code: FYGB) liegt 5,5 Kilometer südlich von Gobabis in Namibia. Er verfügt über zwei Start- und Landebahnen: 07/25 mit einer Länge von 2260 Metern und einer Breite von 30 Metern sowie 11/29 mit einer Länge von 1600 Metern und einer Breite von 30 Metern. Beide sind mit einem Kiesbelag versehen.
Der Flugplatz wird nicht im Linienverkehr bedient. Passkontrolle und Zoll sind für privaten Flugverkehr auf Anfrage möglich.

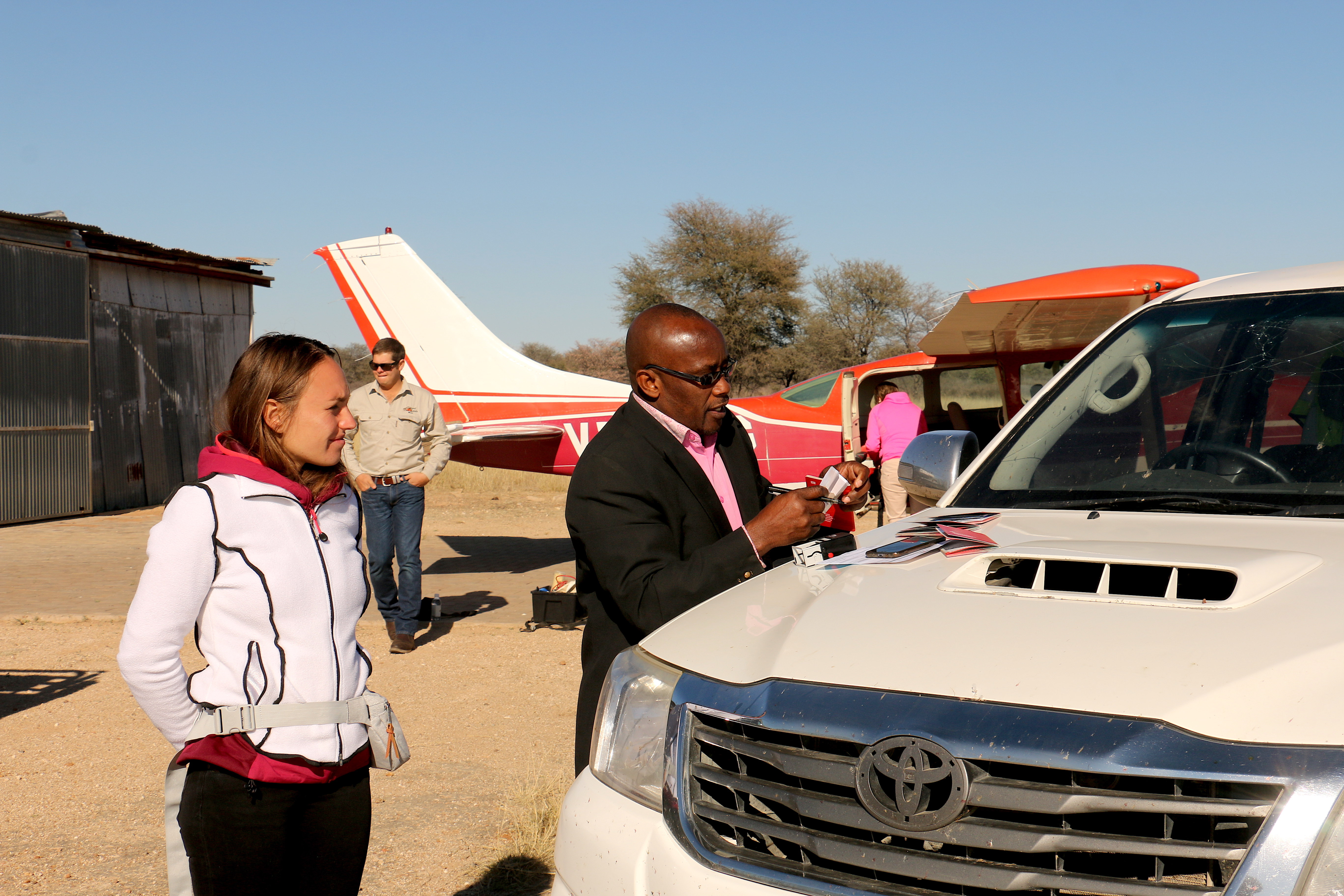
Passkontrolle am Flugplatz Gobabis (2017)
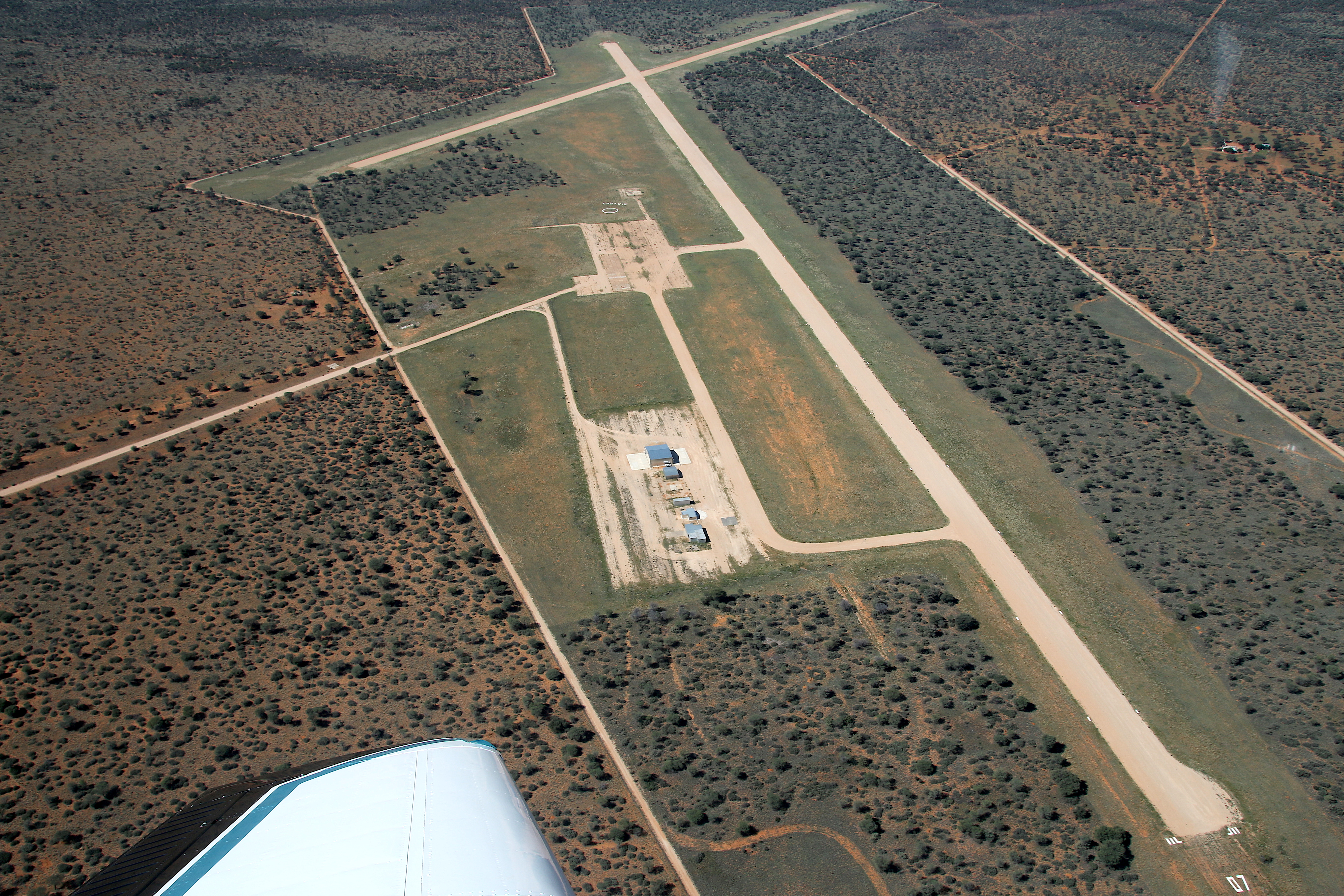
Luftaufnahme vom Flugplatz Gobabis (2018)